# Trichopteryx signata
Trichopteryx signata là một loài bướm đêm trong họ Geometridae.